# Judit Pujols Parera
Judit Pujols Parera   (Montmajor, 25 de febrer de 2005) és una futbolista catalana que juga com a defensa al Wolfsburg, anteriorment havia jugat al FC Barcelona B femení i va arribar a jugar algun partit al FC Barcelona (femení).
Ha format part de les seccions inferiors de la selecció espanyola i catalana.

## Títols
- 2 Lligues (2023-24, 2024-25)
- 1 UEFA Champions League (2023-2024)
- Europeu sub19 (2024)[4]
- Mundial sub17 (2022)